# Знаменка (Богатовский район)
Знаменка — село в Богатовском районе Самарской области. Входит в состав сельского поселения Арзамасцевка.

## География
Располагается на берегу Кутулукского водохранилища.

## История
Знаменка — старейшее поселение района. В XIX веке одно из самых крупных. Удалённость от дорог и отсутствие соединения с ними асфальтированной трассой сыграли роковую роль в развитии села. Неподалёку от села, в Кутулукской дубраве находится святой Никольский источник, который привлекает огромное число паломников в разное время года.

## Население
| 2010 |
| ---- |
| 3    |